# Anton I van Monaco
Anton Grimaldi (Parijs, 25 januari 1661 — Monaco, 20 januari 1731) was prins van Monaco van 1701 tot 1731. Hij was een zoon van Lodewijk I en Catherine Charlotte de Gramont. Hij was de laatste telg in mannelijke lijn uit het eerste Huis Grimaldi.

## Huwelijk en kinderen
Anton huwde op 13 juni 1688 Maria van Lotharingen, Mademoiselle d'Armagnac, dochter van Lodewijk van Lotharingen. Zij kregen zes kinderen, van wie er slechts twee hun jeugd overleefden:
1. Caterina Charlotte (7 oktober 1691 - 18 juni 1696)
2. Louise Hippolyte (10 november 1697 - 29 december 1731)
3. Elisabetta Charlotte (3 november 1698 - 25 augustus 1702), Mademoiselle de Valentinois
4. Margherita Camilla (1 mei 1700 - 27 april 1758), Mademoiselle de Carlades, trouwt op 16 april 1720 met Louis de Gand-Vilain, prins d'Isenghien
5. Maria Devota (15 maart 1702 - 24 oktober 1703), Mademoiselle des Baux
6. Maria Paolina (23 oktober 1708 - 20 mei 1726), Mademoiselle de Chabreuil.

Daarnaast had Anton een aantal buitenechtelijke kinderen:
- bij Elisabeth Durfort
  - Anton Grimaldi (1697 – 1784)
- bij Victoire Vertu
  - Antoinette Grimaldi, mademoiselle de Saint-Rémy
- bij een onbekende vrouw
  - Louise Marie Thérèse Grimaldi (1705 – Sospel 1723)

Reinier I · Karel I, Anton, Reinier II en Gabriël · Lodewijk en Jan I · Lodewijk · Ambrosius en Jan I · Jan I · Catalanus · Claudine · Lambert · Jan II · Lucianus · Augustinus · Honorius I · Karel II · Hercules · Honorius II · Lodewijk I · Anton I · Louise Hippolyte · Jacobus I · Honorius III · Honorius IV · Honorius V · Florestan I · Karel III · Albert I · Lodewijk II · Reinier III · Albert II